# Calomyscus urartensis
Calomyscus urartensis е вид бозайник от семейство Мишеподобни хамстери (Calomyscidae).

## Разпространение
Видът е разпространен в Азербайджан и Иран.